# 歪んだ波紋
『歪んだ波紋』（ゆがんだはもん）は、塩田武士の連作短編小説集。『小説現代』（講談社）2017年5月号から2018年2月号に掲載の4篇に書き下ろし1篇を加え、講談社より単行本が2018年8月9日、講談社文庫が2021年11月16日に発売された。現役やかつての新聞記者を主人公に誤報にまつわる5つの物語を描いた社会派小説。第40回吉川英治文学新人賞受賞作品。
2019年11月にNHK BSプレミアムでテレビドラマ化された。

## 概要
本作は誤報を主要テーマとしており、それぞれの短編は誤報ともうひとつのテーマに沿った形で物語が展開されている（「黒い依頼」：誤報と虚報、「共犯者」：誤報と時効、「ゼロの影」：誤報と沈黙、「Dの微笑」：誤報と娯楽、「歪んだ波紋」：誤報と権力）。塩田はインタビューで「この作品を通して描きたかったのは“人間の弱さ”。書き終えた今、誤報を描くことは人間の弱さを描くことと同じことなのではないかと思う。誤報を容認することはできないが、誤報そのものを問題視しなかったことにも人間の弱さがあるように感じる」と語っている 。各短編のタイトルは松本清張作品を意識したものと塩田は述べている。

## 収録作品
1. 黒い依頼（「ペン先の行方」改題、初出：『小説現代』2017年5月号）
2. 共犯者（「煙の向こう」改題、初出：『小説現代』2017年9月号）
3. ゼロの影（初出：『小説現代』2017年11月号）
4. Dの微笑（初出：『小説現代』2018年2月号）
5. 歪んだ波紋（書き下ろし）

## あらすじ
黒い依頼
沢野政彦はデスクの中島から、ひき逃げ事件の追跡調査を依頼される。元は桐野が犯行車両の写真をスクープしたもので、その車両が被害者宅にあるという情報が寄せられたのだ。被害者の妻・美咲に、沢野は暗に「あなたが夫をひき殺したのか」という疑惑をぶつけるが、亡き夫を偲ぶ姿にネタの信憑性を疑い始める。その後の調査で、メイクニュースというフェイクニュース作成の指南サイトに書かれたテクニックを使い、中島と桐野が共謀して常習的に虚報を作り出していたことがわかる。
中島を問い詰めると、上層部からのプレッシャーと全国紙へのコンプレックスから虚報に手を染めていたと認める。仕事熱心ではない沢村に取材させることで記事自体をうやむやにできるのではないかと考えたという。虚報で被害を受ける人間がいることに無関心な中島に憤りを感じると共に、今までの自分の態度を反省する。虚報問題はその後、ウェブニュース「ファクトジャーナル」にスクープされ、近畿日報は世間からの批判にさらされることとなる。沢村は美咲に謝罪し許しを得るが、自分に悪印象を与えないよう表面的に取り繕っているだけだと気づき、記者という仕事の恐ろしさを痛感する。
共犯者
相賀正和は、自殺した同期の垣内の元妻から遺品整理を頼まれる。資料を持ち帰り調べると、ほとんどが30年前のサラ金の社会問題に関するもので、垣内が閑職に追いやられた際に、起死回生を狙い相賀と共に追い始めたネタだった。自殺する2日前に相賀の留守番電話に「連絡がほしい」と残していたことからも、垣内が死んだ理由がこの中にあるのではと考える。火事で焼死した赤西峰子という女性との関連に気づき調査を進めた結果、峰子は垣内の誤報が原因で教職を追われた末、金に困り犯罪に手を染めて服役していたことがわかる。相賀は、誤報の元となるネタを垣内に渡したのは自分であったことを思い出し、自責の念に苛まれる。
その後、垣内のスマホからは峰子とのメッセージのやりとりがみつかる。峰子は垣内からの謝罪を受け入れたかに見えたが、やがて金を無心し始めた。峰子の後ろで糸を引く人物の存在や、垣内もそれに気づいていながら罪悪感から闇金に借金してまで金を渡していたことがうかがえる。垣内は一体何を伝えようとしたのか、相賀は記者として納得するまで追及しようと決意する。
ゼロの影
野村美沙は女子トイレを盗撮した男が取り押さえられる現場を目撃する。数日後、娘の杏が保育園で仲良くしている男児の父親としてその男が現れる。新聞記者である夫の新一に相談しても、警察には盗撮事案の記録がないと言いあまり深刻に取り合ってもらえない。美沙は自ら調査を始め、新聞社には男が逮捕されたという原稿があるのに、途中で別の記事に差し替えられていたことを突き止める。さらに、男がマスコミ各社が重宝しているネタ元である弁護士・正田則夫の二男であると知り新聞各社が忖度して報道しなかったのだと合点がいくが、対立する立場にある警察にも記録が残っていないことには疑問が残る。
美沙は正田の事務所に乗り込み、事件のもみ消しについて問いただす。正田は警察幹部と記者が飲酒運転で取り締まりにあった際に撮られた映像を入手しており、それと相殺された結果だという。その飲酒運転をした記者は新一だった。だが、美沙は新一に自分が事実を知ったことを告げられない。新一が思い余って会社を辞めたりすれば、生活がたちゆかなくなるからだ。真実を捻じ曲げ隠したままでいることと、何があっても娘だけは守りたいという気持ちの間で葛藤する。
Dの微笑
吾妻裕樹は安田から、日本に潜伏中と噂される安大成の調査を依頼される。最初にその真偽を報じた『よろず屋ジャーナル』について調べる過程で、この番組が特集した俳優・谷垣のセクハラ問題がヤラセだと気づく。その矢先、特集に携わった構成作家・香山が谷垣に刺されたという情報が入る。これをスクープとして報道しようと考えた吾妻は番組ディレクターの和泉に、番組でヤラセが常態化していることを認めさせる。安大成の特集も香山の捏造だった。さらに香山が刺されたというのもガセだと聞かされ、自らもあやうく誤報を出すところだったことに吾妻は肝を冷やす。
その後、過去に安田と香山に繋がりがあったことがわかり、安田を問い詰めると安大成を炙り出すために仕組んだものであることを認める。安の周辺で動いていた巨額の闇の金を狙ったものだった。自分を利用した安田に与するのは癪だが、捏造報道があったことは事実であり記者として報道しなければならない。だが、新聞には載せられない安田の企みや安大成との関係については、以前からスパイとして情報を提供している『ファクトジャーナル』で書けばいい。吾妻はそう考えほくそ笑む。

## 登場人物
黒い依頼
沢村政彦（）
近畿新報記者。過重労働や旧態依然とした新聞社の社風に嫌気がさし、最低限の仕事だけを行うようになった。
桐野弘（）
5年前全国紙「大日新聞」から近畿新報へ移籍してきた。移籍後もスクープ記事を連発。ウェブ・メディアにも精通している。近畿新報が他紙との差別化を図るため立ち上げた「プロジェクトIJ」という調査報道チームのメンバー。
中島有一郎（）
近畿新報社会部デスク。プロジェクトIJメンバー。
森本美咲（）〈32〉
ひき逃げ事故で死亡した被害者の妻。
共犯者
相賀正和（）〈65〉
元・大日新聞記者。定年退職後は、悠々自適の一人暮らしをしている。
垣内智成（）
相賀の大日新聞時代の同期。
ゼロの影
野村美沙（）
朝鮮語の語学学校の講師。元大日新聞記者。父の仕事の関係で韓国で小学生時代の4年間を過ごし、ソウルへの留学経験もあるため朝鮮語が話せる。保育園に通う娘がいる。
野村新一（）〈37〉
美沙の夫。大日新聞経済担当記者。
正田則夫（）〈66〉
弁護士。数々の事件でマスコミに便宜を図ってきたことからネタ元として重宝されている。
Dの微笑
吾妻裕樹（）〈42〉
近畿新報上岡総局デスク。中島有一郎とは同期。
安田隆（）
近畿新報東京支社長。吾妻が記者として尊敬する恩人。在日2世で、安大成とは親戚関係にある。
香山久男（）
『よろず屋ジャーナル』構成作家。元劇団員。同じ劇団の後輩で人気俳優の谷垣に嫉妬し嫌がらせをしたり、劇団女優へセクハラをしたことなどから孤立し劇団を去った過去がある。
安大成（）
在日韓国人。「闇社会の帝王」の異名を持つ大物事件師。裁判中に韓国で謎の失踪を遂げた。

## 書誌情報
- 単行本：2018年8月9日発売、講談社、ISBN 978-4-06-512351-5[2]
- 文庫本：2021年11月16日発売、講談社文庫、ISBN 978-4-06-526035-7

## テレビドラマ
NHK BSプレミアム「プレミアムドラマ」で2019年11月3日から12月22日まで連続8回で放送された。主演は松田龍平。BS4Kにて2019年10月30日から12月18日まで毎週水曜20時40分から21時29分に先行放送された。
ドラマ放送に先立ち10月27日には、原作の塩田武士と森本敦子役で出演した小芝風花の対談などで構成された「知られざる『新聞記者』の魅力!『歪んだ波紋』放送直前スペシャル」が放送された。
原作小説の短編5作品を融合し、1本の連続ドラマとして放送される。舞台は原作の神戸から横浜に変更している。

### ストーリー
新神奈川日報の新聞記者である沢村政彦は報道部デスクの中島有一郎から「ひき逃げ死亡事故」被害者の妻である森本敦子の取材を依頼される。理由は報道部デスクの桐野弘が入手したひき逃げ車両の写真と敦子が所有する乗用車の特徴が一致し、彼女を容疑者と睨んでいるからである。中島は取材を終えた政彦の報告と桐野の写真から敦子が加害者であると確信して記事の作成を指示する。記事が掲載された後、政彦は写真の信憑性に疑問を感じ、知り合いの警察副署長に確認したところ、誤報記事だったことが判明し呆然となる。政彦が中島を問い詰めると写真は桐野が虚報記事作成を手引きする闇サイト「メイクニュース」を参考に捏造したものだと知らされる。その後、訂正記事を持って敦子に謝罪するが許してもらえず、風評被害に苦しみながら生活していく彼女を見守るしかなかった。政彦は意図的に誤報記事を書かせた桐野の動向を追うとともに誤報の原因となった「メイクニュース」についても調査を開始する。

### キャスト

#### 主要人物
沢村政彦（）
演 - 松田龍平
「新神奈川日報」報道部の遊軍記者。
先輩記者・桐野の情報によってひき逃げ事故の誤報記事を出してしまう。その後行方をくらました桐野が誤報の情報元となったウェブサイト「メイクニュース」に関与していると疑い、足取りを追う。
三反園邦雄（）
演 - 松山ケンイチ
ニュースウェブサイト「ファクトジャーナル」編集長。政彦の大学時代の同期。「大日新聞」の元記者。
フェイクニュース作成を指南する闇サイト「メイクニュース」について本格的に調査している。桐野から取材の依頼を持ち掛けられる。
森本敦子（）
演 - 小芝風花
ひき逃げ事故で夫を失った女性。夫の子供を妊娠している。
政彦の誤報記事により容疑者扱いにされ、保険金殺人の風評被害に苦しみながら生活する。
野村美沙（）
演 - 山口紗弥加
「新神奈川日報」文化部ネットメディア担当→語学学校講師。政彦の同僚であり元恋人。
三反園と同様に「メイクニュース」を調査していたが過労で倒れる。その後、新聞社を退職し韓国語の講師となった。
桐野弘（）
演 - 筒井道隆
「新神奈川日報」報道部の遊軍記者→フリー記者。以前は「大日新聞」の記者だった。
誤報記事の責任により新聞社を解雇された後、行方をくらませていたがフリー記者として三反園の前に現れる。過去に数多くの誤報記事を書いていた。
中島有一郎（）
演 - 勝村政信
「新神奈川日報」報道部デスク。調査報道に特化した「プロジェクトIJ」に桐野とともに携わっていた。
政彦に誤報記事を書かせた責任により解雇される。アイドルグループのライブによく参加している。
沢村早百合（）
演 - 美村里江
政彦の妻。
介護士として勤務時に取材で訪れた政彦と出会う。政彦との間に小学生の息子がいる。
沢村一平（）
演 - 角野卓造
政彦の父。全国紙「大日新聞」の社会部部長。
16年前の誤報記事発覚後に急死した。相賀や垣内と親しかった。
垣内智成（）
演 - イッセー尾形
「大日新聞」の元記者。一平・相賀の元同僚。
沢村一平の17回忌法要後に謎の自殺を遂げている。
相賀正和（）
演 - 長塚京三
「大日新聞」の元記者。沢村一平の盟友で垣内の元同僚。政彦の相談相手にもなっている。
垣内が自殺した要因について調査し真相を追究する。

#### その他
- 安田隆（新神奈川日報編集局次長） - 橋爪淳
- 吾妻裕樹（新神奈川日報の報道部デスク） - 勝矢
- 井岡公昭（神奈川中央警察署の副署長） - 山口馬木也
- 沢村芳子（政彦の母） - 根岸季衣
- アイドルグループ（本人役） - Juice=Juice
- 丸岡圭祐（ファクトジャーナル副編集長） - みのすけ
- 井上京介（ファクトジャーナル編集者） - 藤原季節
- 垣内美枝子（垣内智成の娘） - 坂井真紀
- 山尾静子（垣内智成の元妻） - 原日出子
- 山尾健二（山尾静子の後夫） - 螢雪次朗
- 野村新一（野村美沙の夫、大日新聞記者） - 柏原収史
- 石井大地（16年前の大日新聞社会部部長、沢村一平の後任） - 相島一之
- 桐野月子（桐野弘の母） - 真野響子
- 安西峰子（元教師、垣内の出した誤報による被害者） - キムラ緑子
- 安藤勲（クリーニング店店主、事故遺族団体の会長） - でんでん
- 安藤民子（安藤勲の妻） - 萩尾みどり
- 柴山由美絵（森本敦子の母） - 宮地雅子
- 相賀宏和（相賀正和の息子） - 竹財輝之助
- アンデソン［安大成］（闇のフィクサー） - 大八木淳史

#### ゲスト
第1話
- 山崎宣明（経営コンサルタント） - ラサール石井

第2話
- 吉川仁（聖応工科大学 准教授） - 安井順平
- 小牧定晴 （東都銀行 常務）‐ 佐野元哉

第4話
- 相賀雅美（宏和の妻） - 奥田恵梨華
- 能見健一（大日新聞記者、相賀の後輩） - 山崎銀之丞
- 三枝久美子（スーパー「なみや」店員） ‐ 山本裕子
- 戸崎信三（元警視庁刑事） ‐ 藤井びん

第5話
- 柴山淳（森本敦子の父） - まいど豊
- 金澤（局長） ‐ 大谷亮介

第6話
- 正田則夫（人権派弁護士） - 佐戸井けん太
- 正田昌司 ‐ 内野謙太

第7話
- 川口昌也（構成作家） ‐ 六角慎司
- 品川友彦（週刊新都 編集長） ‐ ヨシダ朝

### スタッフ
- 原作 - 塩田武士 『歪んだ波紋』（講談社刊）
- 脚本 - 向井康介
- 演出 - 佐々木章光、村上牧人、最知由暁斗
- 撮影 - 宮田伸
- 編集 - 涌井真史
- 音楽 - 林ゆうき
- 主題歌 - オリジナル・ラブ「四季と歌」（WONDERFUL WORLD RECORDS）[10]
- 制作統括 - 佐野元彦、金澤友也、髙橋練
- 製作著作 - NHK、テレパック

### 放送日程
| 放送回 | 放送日       | 放送日   | サブタイトル | 演出       |
| 放送回 | BSプレミアム | BS4K     | サブタイトル | 演出       |
| ------ | ------------ | -------- | ------------ | ---------- |
| 第1回  | 11月03日     | 10月30日 | 虚報         | 佐々木章光 |
| 第2回  | 11月10日     | 11月06日 | 職業は記者   | 佐々木章光 |
| 第3回  | 11月17日     | 11月13日 | 霧の中       | 村上牧人   |
| 第4回  | 11月24日     | 11月20日 | 共犯者       | 村上牧人   |
| 第5回  | 12月01日     | 11月27日 | 逮捕         | 村上牧人   |
| 第6回  | 12月08日     | 12月04日 | たからもの   | 最知由暁斗 |
| 第7回  | 12月15日     | 12月11日 | 誕生         | 佐々木章光 |
| 最終回 | 12月22日     | 12月18日 | 波紋の行方   | 佐々木章光 |

| NHK BSプレミアム プレミアムドラマ                    | NHK BSプレミアム プレミアムドラマ       | NHK BSプレミアム プレミアムドラマ            |
| 前番組                                               | 番組名                                  | 次番組                                       |
| ---------------------------------------------------- | --------------------------------------- | -------------------------------------------- |
| 令和元年版 怪談牡丹燈籠 （2019年10月6日 - 10月27日） | 歪んだ波紋 （2019年11月3日 - 12月22日） | 贋作 男はつらいよ （2020年1月5日 - 1月26日） |